# Christelle Raynal
Pour les articles homonymes, voir Raynal.
Christelle Raynal est une réalisatrice française.

## Biographie
Originaire d'Aulnat, Christelle Raynal a longtemps travaillé dans la publicité - sous le nom de Christelle d'Aulnat - avant de réaliser en 2009 un court métrage de fiction, J'attendrai.
Elle tourne ensuite un premier long métrage, Plan de Table, sorti en 2012.

## Filmographie
- 2009 : J'attendrai (court métrage)
- 2012 : Plan de table
- 2019: Un si joyeux Noël: En Famille
- 2021 : Candice Renoir, saison 10 épisode 5 : On ne tue pas par amour et saison 10 épisode 6 : Pour vanter un beau jour, attends sa fin
- 2022 : L'Art du crime, saison 6 épisode 1 : Manet et saison 6 épisode 2 : Munch
- 2024 : Meurtres à Honfleur
- 2026 : Les Farouches